# Prodidomus venkateswarai
Prodidomus venkateswarai là một loài nhện trong họ Gnaphosidae.
Loài này thuộc chi Prodidomus. Prodidomus venkateswarai được Mordecai Cubitt Cooke miêu tả năm 1972.